# Томас Доміан
Томас Доміан (нім. Thomas Domian, 5 липня 1964) — німецький академічний веслувальник.
Олімпійський чемпіон 1988 року в складі вісімки.